# Paecilaema inerme
Paecilaema inerme is een hooiwagen uit de familie Cosmetidae.